# Liste der Monuments historiques in Remoncourt (Meurthe-et-Moselle)
Die Liste der Monuments historiques in Remoncourt führt die Monuments historiques in der französischen Gemeinde Remoncourt auf.

## Liste der Objekte
| Bezeichnung | Beschreibung                                          | Standort                      | Kennzeichnung | Schutzstatus | Datum | Bild |
| ----------- | ----------------------------------------------------- | ----------------------------- | ------------- | ------------ | ----- | ---- |
| Pietà       | Lindenholz, farbig gefasst, Ende des 15. Jahrhunderts | in der Kirche St-Marin (Lage) | PM54000786    | Classé       | 1960  |      |